# レンズ核
レンズ核（lentiform nucleus または lenticular nucleus）は、大脳基底核のうち、被殻と淡蒼球の2つを指す脳の領域の名称。レンズ核は円錐形の灰白質であり、内包の外側に位置する。レンズ核の名称はラテン語に由来し、おそらく側面から剖出して観察した際のこの核の形状を表したものである。